# Température de Debye
Pour les articles homonymes, voir Debye.
La température de Debye est une température caractéristique du comportement de la capacité thermique et de la dureté des solides. Elle intervient dans le modèle de Debye et a pour expression, dans le cas d'un solide cubique de côté L :
{\displaystyle T_{D}={hc_{s} \over 2Lk_{B}}{\sqrt[{3}]{6N \over \pi }}}
où
- h est la constante de Planck,
- {\displaystyle k_{B}} est la constante de Boltzmann,
- {\displaystyle c_{s}} est la vitesse du son, ou plus précisément des phonons, dans le solide en question,
- N est le nombre d'atomes constituant le solide.

La température de Debye se note parfois aussi {\displaystyle \theta _{D}}.
Ci-dessous sont données quelques valeurs de {\displaystyle T_{D}} pour différents solides, en kelvins.
| Solide                            | {\displaystyle T_{D}} |
| --------------------------------- | --------------------- |
| Aluminium                         | 426 K                 |
| Cadmium                           | 186 K                 |
| Chrome                            | 610 K                 |
| Cuivre                            | 315 K                 |
| Or                                | 170 K                 |
| Fer-{\displaystyle \alpha }       | 464 K                 |
| Plomb                             | 96 K                  |
| Manganèse-{\displaystyle \alpha } | 476 K                 |
| Nickel                            | 440 K                 |

| Solide        | {\displaystyle T_{D}} |
| ------------- | --------------------- |
| Platine       | 240 K                 |
| Silicium      | 640 K                 |
| Argent        | 215 K                 |
| Étain (white) | 195 K                 |
| Titane        | 420 K                 |
| Tungstène     | 405 K                 |
| Zinc          | 300 K                 |
| Diamant       | 2200 K                |
| Glace         | 192 K                 |

Lorsque la température s'élève au-dessus du zéro absolu, les atomes du solide entrent progressivement en vibration jusqu'à la température de Debye. Celle-ci représente la température à laquelle les vibrations atteignent leur maximum de modes possibles. Elle est une bonne approximation de la dureté des solides, le plomb est un solide particulièrement mou et le diamant un solide particulièrement dur. Ils ont une {\displaystyle T_{D}} de 96K et 2200K respectivement. 
La température de Debye est également un bon indicateur de la capacité calorifique des solides à basse température ({\displaystyle T<<T_{D}}):
{\displaystyle C_{V}\simeq {\frac {12\pi ^{4}}{5}}Nk_{B}\left({\frac {T}{T_{D}}}\right)^{3}}
avec N le nombre d'atomes du solide.